# Aragonés centro-occidental
El aragonés centro-occidental es la variante dialectal del aragonés que se habla en la cuenca alta del río Gállego, desde el valle de Tena hasta el Serrablo y desde Vallibasa y el Sobrepuerto hasta el valle de Acumuer. Abarca por tanto la comarca del Alto Gállego, exceptuando su zona sudoccidental, y el extremo suroeste del Sobrarbe. Presenta las características fonéticas del aragonés central y léxico común con el aragonés occidental. 

## Fonética
De acuerdo con el aragonés central presenta una menor resistencia a la sonorización de las oclusivas sordas intervocálicas latinas que el aragonés general, conservándose localmente en algunas palabras en las que el aragonés general sonoriza. La conservación afecta al participio (-ato), -ito en vez de las formas generales en -au, -iu.
El tensino presenta mayor tendencia que otras variantes del aragonés a la sonorización detrás líquida, coincidiendo con el aragonés centro-oriental:
- Grupo -MP- > -mb-:
  - Cambo en Panticosa, Torla-Ordesa, Oto, Broto, Buesa, Fanlo, Buisán, Yosa.
  - Embolla: ampolla (muy extendido)
- Grupo -NT- > -nd-:
  - Planda y Punda en Vio y Panticosa.
- Grupo -NK- > -ng-:
  - Blango, Bango, Chungo, Barrango, Palanga
  - Cingüenda (Panticosa)
- Grupo -RT- > -rd-:
  - Chordica/Xordica (muy extendido)

La evolución de la -X-, -SK- y -PS- latina es en -x-, como en aragonés occidental, a diferencia del aragonés oriental y centro-oriental.

## Morfología
El artículo o, os, a, as presenta la variante postvocálica ro, ros, ra, ras coincidiendo con parte del aragonés centro-oriental y del somontanés.

## Variantes
Son hablas aragonesas centro-occidentales:
- Aragonés tensino
- Aragonés de la tierra de Biescas
- Aragonés del valle de Acumuer
- Aragonés serrablés
- Aragonés de Ballibasa
- Aragonés de Sobrepuerto

- Datos: Q19704040